# Карнак
Вижте пояснителната страница за други значения на Карнак.
Карнак е селище в Горен Египет край Луксор. Известно е със своите древноегипетски останки. Това е най-голямото религиозно средище в Древен Египет, което се състои от многобройни паметници, разпределени в 3 групи сгради, всяка оградена от стена.
Зад входа, отбелязан с монументален портал, се откриват големият двор, а зад него хипостилната зала, чийто таван се крепи на колони. Следва гранитното светилище, обиталище на бога. Именно там се провеждат церемониите; там се пази лодката, която служи за пренасяне на божеството по време на шествията.
Храмът е свързан с кей на брега на канала, захранван с водите на р. Нил чрез алея, по дължината на която са разположени сфинксове с овнешки глави.
По-нататък се простира голямото свещено езеро, където по време на празниците са разхожда на лодка статуята на бога. Зад стените на Амон се издига също храмът на Хонсу, син на Амон. Стените на Мут обграждат многобройни храмове, сред които и този на Мут, съпруга на Амон.